# Kontra Antal (hegedűművész)
Kontra Antal, Anton Kontra (Tomajmonostora, 1932. március 29. – Malmö, Svédország, 2020. május 8.) magyar-dán hegedűművész, koncertmester. A skandináv országok vezető szólistája.

## Életpályája
Cigányzenész családban született, ötéves korában kezdett hegedülni. Zenei Tehetsége hamar megmutatkozott, tízévesen már a Liszt Ferenc Zeneművészeti Főiskolára járt Kodály Zoltánnál vett elméleti órákat. Zeneakadémián Zathureczky Edénél tanult, díjakat nyert a Nemzetközi Bach versenyen és a Wieniawski Nemzetközi hegedűversenyen.
Virágzó karrierjének az 1956-os forradalom leverése vetett véget, Svédországba emigrált, sok honfitársához hasonlóan először cigányzenekarokban muzsikált, 1965-ben elnyerte a Tivoli Szimfonikus Zenekar Koppenhágai Filharmonikusok és az Új-Zélandi Szimfonikus Zenekar koncertmesteri posztját. A skandináv országok vezető szólistája lett, Lars Bjørnkjaer, a Dán Királyi Opera koncertmestere szerint a világ legzseniálisabb hegedűsei közé tartozott. 
Sokoldalú zenész volt remekül játszott jazz-t a világhírű dán nagybőgőssel Niels-Henning Ørsted Pedersenel gyakran játszott együtt, játékukat egy videó felvétel is őrzi.
1973-ban megalapította Boris Samsing, Peter Fabricius, és Morten Zeuthenel a híres Kontra Kvartettet, számos rádió- és lemezfelvétel készült játékukról, Dánia egyik vezető kvartettje lett rövid időn belül.
1965-1988-ig a Malmői Szimfonikus Zenekar koncertmestere is volt, egy kisebb filmszerepet is elvállalt Az Olsen-banda nagy fogása című filmben 1972-ben.
Számos felvétele között szerepel Per Nørgård hegedűversenye, a "Helle Nacht", amit neki ajánlottak.